# Sunny Isles Beach
Sunny Isles Beach is een plaats (city) in de Amerikaanse staat Florida, en valt bestuurlijk gezien onder Miami-Dade County.

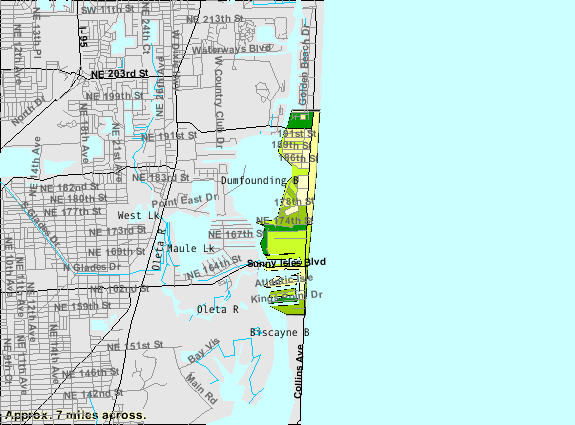
Detail locatie

## Demografie
Bij de volkstelling in 2000 werd het aantal inwoners vastgesteld op 15.315. Er woont een grote Russische gemeenschap en wordt daarom soms Little Moscow genoemd.

## Geografie
Volgens het United States Census Bureau beslaat de plaats een oppervlakte van
3,6 km², waarvan 2,6 km² land en 1,0 km² water.

## Plaatsen in de nabije omgeving
De onderstaande figuur toont nabijgelegen plaatsen in een straal van 8 km rond Sunny Isles Beach.